# Marco Nocivelli
Marco Nocivelli (Verolanuova, 12 gennaio 1966) è un imprenditore e dirigente d'azienda italiano.
Presidente ed Amministratore delegato di Epta, gruppo multinazionale specializzato nella refrigerazione commerciale per i canali retail, Horeca e Food&Beverage.
Dal 2019 è Presidente di ANIMA, Confindustria Meccanica, Federazione delle Associazioni nazionali dell'industria meccanica varia ed affine.
Dal 2024 è Vicepresidente di Confindustria con delega alle Politiche industriali e Made in Italy.

## Biografia
Nato in una famiglia di imprenditori e figlio di Luigi Nocivelli, dopo la laurea nel 1991 in Ingegneria delle tecnologie industriali ad indirizzo economico organizzativo presso il Politecnico di Milano, viene assunto nella Andersen Consulting (oggi Accenture). Nel 1995 passa alla francese Cepem SA (produttrice di piani cottura e cappe aspiranti), nella quale nel 1998 diviene Direttore del sito di produzione di Vendôme.
Nel 2000 entra in Epta, l'azienda di famiglia, in qualità di Amministratore delegato del marchio Costan. Dal 2005 inizia a ricoprire ruoli strategici con delega all'internazionalizzazione della società, contribuendo alla realizzazione di due stabilimenti in Cina e Turchia. Per sua iniziativa, il Gruppo persegue anche una politica di acquisizioni. Nel 2011 diventa Amministratore Delegato di Epta e continua a lavorare a favore di un'ulteriore crescita per linee esterne. Nel 2013 ha promosso in prima persona la joint venture con l'azienda familiare italiana Iarp, guidata dalla famiglia Triglio Godino. Nel 2016, mantenendo la carica di Amministratore delegato, diviene Presidente del Consiglio di Amministrazione della Epta. Nel 2019 la ditta da lui guidata acquisisce la Kysor Warren, terzo produttore statunitense di vetrine refrigerate e impianti per la refrigerazione commerciale, un'operazione che introduce il Gruppo nel nord e Centro America.
Nel 2024 viene nominato Vicepresidente di Confindustria con delega alle Politiche industriali e Made in Italy, rafforzando il suo impegno nel sostenere l'industria italiana attraverso politiche innovative e sostenibili volte a valorizzare il patrimonio industriale e culturale del Paese a livello nazionale e internazionale.

## Altri incarichi ricoperti
Marco Nocivelli è stato Presidente Assofoodtec (Associazione italiana costruttori macchine, impianti, attrezzature per la produzione, la lavorazione e la conservazione alimentare) e Assocold (Costruttori italiani di Tecnologie per il Freddo). Dal 2015 ha ricoperto la carica di Vice Presidente ANIMA con delega ai Rapporti Economici e dal 2019 ne è Presidente.

## Premi e riconoscimenti
- Nel 2015 è stato insignito del Premio "Di Padre in Figlio – il gusto di fare impresa" nella categoria "Internazionalizzazione"[8].
- Nel 2017 è stato insignito del Premio Ernst & Young "L'Imprenditore dell'Anno" nella categoria Family Business[9].

## Vita privata e altre attività
Marco Nocivelli è coniugato con quattro figli.
Insieme alla sua famiglia supporta la Fondazione Angelo Nocivelli a favore della ricerca scientifica sulle malattie genetiche infantili e il Premio Nocivelli, concorso d'arte contemporanea in memoria del padre Luigi. Inoltre, grazie anche al contributo di Epta e della famiglia Nocivelli al FAI, dal 2015 è stato realizzato il restauro dell'Abbazia di San Fruttuoso (Camogli, GE) e finanziato il piano triennale 2018-2020 di valorizzazione e sviluppo di Villa dei Vescovi (Torreglia, PD).